# Coppa di Lega belga
La Coppa di Lega belga era una competizione calcistica a cui partecipavano le squadre della Jupiler League. A causa del disaccordo tra i club riguardo alla vendita dei diritti televisivi dell'evento e per lo scarso interesse dimostrato dal pubblico, la manifestazione venne cancellata dopo sole tre edizioni.
La squadra vincitrice del torneo si qualificava per la Coppa Intertoto.

## Finali
| Stagione | Campione       | Risultato       | Finalista       |
| -------- | -------------- | --------------- | --------------- |
| 1973     | Anderlecht     | 2 - 0 2 - 3     | RFC Liegi       |
| 1974     | Anderlecht     | 1 - 0 1 - 0     | Standard Liegi  |
| 1975     | Standard Liegi | 1 - 1 3 - 2     | Anderlecht      |
| 1986     | RFC Liegi      | 2 - 0           | Anderlecht      |
| 1997/98  | KFC Lommel     | 2 - 1           | Germinal Ekeren |
| 1998/99  | Sint-Truiden   | 4 - 3           | Germinal Ekeren |
| 1999/00  | Anderlecht     | 2 - 2 (5-3 dcr) | R.E. Mouscron   |